# Centrodora haeckeli
Centrodora haeckeli är en stekelart som först beskrevs av Girault 1913.  Centrodora haeckeli ingår i släktet Centrodora och familjen växtlussteklar. Inga underarter finns listade.